# 紫微楊
紫微楊（？—），原名楊君澤，是香港前報紙編輯、紫微斗數及玄空飛星風水研究者，曾任職於《明報》等報章。嶺南畫派大師楊善深之胞弟。

## 生平
楊君澤年青時曾於崇基學院修讀經濟學，但三年半後綴學。1955年擔任《新生晚報》的法庭新聞記者，經過不同報社的歷練，在《星報》擔任翻譯主任一職。1977年轉投《明報》擔任編輯主任，直至1989年在編輯崗位上退休。
楊君澤自學風水命理。1980年代在《明報》工作期間，於副刊版以筆名紫微楊連載有關紫微斗數的文章，後輯錄成書，成為香港知名的命理研究者。1985年他曾與另一命理研究者王亭之在《明報》專欄內筆戰達數月之久。楊君澤與王亭之本來份屬好友，兩人的衝突源於王亭之對子平術及紫微斗數的比較，他認為子平術的理論基礎中包含五行生剋制化之道，能以儒家哲學解釋，而紫微斗數則僅屬術數，不應勉強附會哲學，此說引起研究紫微斗數為主的楊君澤不滿。其後兩人又對其他術數觀點展開爭論，期間楊君澤常以「街坊組長」此稱呼影射王亭之。至《明報》東主查良鏞出聲制止，兩人方停止筆戰。
退休後仍繼續撰寫專欄至1995年。

## 著作
- 《紫微閒話》
- 《術數述異》
- 《紫微新語》
- 《清室氣數錄》[5]：後來被改編為電視劇《清宮氣數錄》。
- 《天網搜奇錄》
- 《蕉窗傳燈錄》
- 《玄空紀異錄》
- 《燃犀日知錄》
- 《紫微徑》[5]